# Sylvie Germain
Pour les articles homonymes, voir Germain.
Sylvie Germain, née le 8 janvier 1954 à Châteauroux, est une écrivaine française.

## Biographie

### Enfance
Sylvie Germain est née en 1954 à Châteauroux, dans l'Indre. Sa famille déménage peu de temps après sa naissance, et se déplace par la suite de nombreuses fois à travers la France, au gré des affectations de son père Romain Germain, sous-préfet, notamment en Lozère et à Neufchâteau dans les Vosges.

### Éducation
Au cours des années 1970, elle suit des études de philosophie, auprès d'Emmanuel Levinas, à l'université Paris-Nanterre. Son mémoire de maîtrise porte sur la notion d’ascèse dans la mystique chrétienne, et sa thèse de doctorat concerne le visage (Perspectives sur le visage : trans-gression ; dé-création ; trans-figuration).

### Premiers pas en littéraire
Elle commence à cette époque à écrire des contes et des nouvelles. Dès 1983, alors qu'elle travaille au ministère de la Culture à la Direction de l'audiovisuel, elle envoie chez Gallimard le manuscrit de son premier ouvrage, un recueil de nouvelles, qui ne sera pas publié. L'écrivain Roger Grenier lit ce manuscrit, l'encourage, mais lui propose de publier d'abord un roman d'elle. Sylvie Germain suit ses conseils et publie Le Livre des Nuits suivi de Nuit-d'Ambre, une saga familiale de près de 800 pages, qui reçoit six prix littéraires : prix du Lions Club International 1984, prix du Livre Insolite 1984, prix de Passion 1984, prix de la Ville du Mans 1984, Prix Hermès 1984 et Prix Grevisse 1984.

### Professeur à Prague
Elle part vivre à Prague de 1986 à 1993 où elle enseigne la philosophie et le français au lycée français. Les années pragoises sont l'occasion de l'écriture puis de la publication en 1989 de Jours de colère, qui reçoit le prix Femina. En 1993, Sylvie Germain retourne en France. Elle vit alors entre Paris et La Rochelle mais Prague est le thème de son roman Immensités, qui traite de la souffrance de ceux que la Révolution de velours n'a pas libérés.

### Carrière littéraire à plein temps
En 2000, elle publie plusieurs livres dans des genres variés : un récit de voyage, un essai spirituel et un album de photographies. En 2002 parait un nouveau roman, La Chanson des Mal-aimants. La narratrice y endure une vie d'errance ; d'abord orpheline dans les Pyrénées, puis vaquant de petits métiers en petits métiers à Paris, elle mène une vie faite de hasards et de solitude.
Magnus, paru en 2005, reçoit un accueil enthousiaste du public et le prix Goncourt des lycéens. Le héros, Franz-Georg, a cinq ans lorsqu'il perd complètement la mémoire. Il doit tout réapprendre. Lui qui est né de parents allemands juste avant la Seconde Guerre mondiale, devra toute sa vie durant se confronter à ce passé, et démêler la légende et les faux souvenirs de la vérité. Puis elle publie encore L'Inaperçu (2008) et Hors champ (2009).
Par décret du 15 mai 2011, Sylvie Germain est élevée au grade de Chevalier de l'ordre national du mérite.
Elle est candidate au fauteuil de Pierre-Jean Rémy (no 40) à l'Académie française le 24 janvier 2013, mais l'élection est déclarée blanche après quatre tours de scrutin (au dernier tour, 12 voix pour Sylvie Germain, 5 pour Alain-Gérard Slama et 11 bulletins marqués d'une croix).
Elle est élue le 25 mai 2013 au siège de Dominique Rolin à l'Académie royale de langue et de littérature françaises de Belgique. Elle reçoit en 2016 le prix mondial Cino Del Duca.

### Activités professionnelles
De 1978 à 1981, Sylvie Germain est documentaliste à la Datar, au Conseil d'État et dans un cabinet d'architecture. Elle occupe ensuite un poste de fonctionnaire au ministère de la Culture à Paris jusqu'en 1986.
De 1986 à 1993, elle est documentaliste, puis professeur de français et de philosophie au lycée français de Prague. Depuis 1994, elle exerce sa seule activité littéraire.
Sylvie Germain fait partie des présidents d’honneur du prix Marguerite-Duras (Association Marguerite-Duras).

### Polémique lors du baccalauréat 2022
Un extrait de son œuvre Jours de colère, Prix Femina 1989, tiré du chapitre « Les Frères », est proposé en commentaire de texte aux épreuves anticipées de français du baccalauréat général le 16 juin 2022. Sylvie Germain est la cible, dès les premiers instants qui suivent la sortie de l'épreuve, de nombreuses réactions très hostiles de la part d'élèves mécontents.
Face à ce harcèlement, qu'elle qualifie d'« aussi absurde qu’affligeant », l'autrice répond qu'elle « espère que cette flambée de rage, où comme toujours le mimétisme et le goût de la surenchère électrisent la meute, va retomber aussi vite qu’elle a éclaté. »

## À propos de son œuvre
Sylvie Germain a bâti une œuvre littéraire majeure, couronnée de nombreux prix.
Commentaire selon Matthieu (Mt 5, 17-19)
Débordement de joie !

« La joie est un « présent », au double sens de temporel et de don. Les deux sont liés organiquement, ils sont inséparables : si l'on ne fait pas totalement acte de présence au monde, au temps, aux autres, à la vie, on ne sera pas disponible pour recevoir le don spirituel de la joie, car celui-ci peut se proposer à l'improviste, à l'occasion d'une rencontre, de paroles lues ou entendues qui « peuvent devenir des événements fondateurs ou réformateurs » ; au détour d'un regard que l'on pose sur un lieu, une lumière, une œuvre d'art dont la beauté soudain nous surprend, nous émeut, et plus encore à l'instant d'un regard que l'on croise, s'irradiant d'un visage qui s'expose dans sa nudité, sa vulnérabilité, sa bouleversante humanité.
Comment saisir le passage de l'imprévu, si l'on est inattentif, indifférent, blasé ? Comment accueillir l'insoupçonné, l'inespéré, si l'on se tient replié dans une bulle si bien ouatée d'autosuffisance qu'elle ne laisse plus aucune place pour rien ? Comment être rencontré, touché, si l'on est absent à soi-même ?
Être « Là », se tenir pleinement dans l'ici et le maintenant qui nous sont impartis, trouver son assise dans l'escarpement des jours ordinaires. Ainsi s'est tenue Thérèse de Lisieux, qui emplissait de gratitude chacun de ses aujourd'hui : 
« Ma vie n'est qu'un instant, une heure passagère
Ma vie n'est qu'un seul jour qui m'échappe et qui fuit
Tu le sais, ô mon Dieu ! Pour t'aimer sur la terre
Je n'ai rien qu'aujourd'hui ! ». »

— Sylvie Germain. Préface, dans Denis Trimez, Sur un chemin escarpé : la joie !, Paris, Cerf, 2019, p. 9-10.

## Œuvres

### Livres
- Le Livre des nuits (Gallimard, 1985)[18]  (ISBN 9782070704743) Prix Hermès 1984 ; prix du Lions Club International 1984 ; prix du Livre Insolite 1984 ; prix de Passion 1984 ; prix de la Ville du Mans 1984, prix Grevisse 1984
- Nuit d'ambre (Gallimard, 1987)  (ISBN 9782070381616)
- Jours de colère (Gallimard, 1989) Prix Femina 1989
- Opéra muet (Maren Sell, 1989)
- L'Enfant Méduse (Gallimard, 1991)[19],[20]
- La Pleurante des rues de Prague (Gallimard, 1992)
- Vermeer : patience et songe de lumière (Flohic, 1993)
- Immensités (Gallimard, 1993) Prix Louis-Guilloux 1994
- Éclats de sel (Gallimard, 1996)
- Les Échos du silence (Desclée de Brouwer, 1996[21] ; rééd. Albin Michel, 2006) Prix de littérature religieuse[22] 1997
- Céphalophores (Gallimard, 1997)
- Tobie des marais (Gallimard, 1998)[23] Grand prix Jean-Giono 1998
- Bohuslav Reynek à Petrkov (Christian Pirot, 1998)
- L'Encre du poulpe (Gallimard Jeunesse, 1999)
- Etty Hillesum (Pygmalion Gérard Watelet, 1999, 2006)
- Cracovie à vol d'oiseaux (Éditions du Rocher, 2000)
- Mourir un peu (Desclée de Brouwer, 2000)
- Grande nuit de Toussaint (Le temps qu'il fait, 2000)
- Célébration de la paternité (Albin Michel, 2001)
- Le vent ne peut être mis en cage, l'intégrale des entretiens Noms de Dieux d'Edmond Blattchen (Alice, 2002)  (ISBN 2-930182-17-2)
- Chanson des mal-aimants (Gallimard, 2002 ; rééd. coll. « Folio », 2004  (ISBN 978-2-07-031431-7)) Grand prix Thyde Monnier 2002 ; prix des auditeurs de la RTBF 2003
- Couleurs de l’invisible (Al Manar, 2002)
- Songes du temps (Desclée de Brouwer, 2003)
- Les Personnages (Gallimard, 2004)
- Ateliers de lumière, Desclée De Brouwer, coll. « Beaux Livres », 2004, 97 p. (ISBN 978-2-220-05535-0)
- Magnus (Albin Michel, 2005 ; rééd. Gallimard, coll. « Folio », 2007  (ISBN 978-2-07-033648-7)) Prix Goncourt des lycéens et prix Liste Goncourt : le choix polonais 2005
- L'Inaperçu[24] (Albin Michel, 2008), 294 p.  (ISBN 978-2-226-18842-7)
- Hors champ (Albin Michel, 2009)
- Patinir. Paysage avec Saint Christophe (Éditions Invenit, 2010)
- Quatre actes de présence (Desclée de Brouwer, 2011)
- Chemin de croix (Bayard Centurion, 2011)
- Le Monde sans vous (Albin Michel, 2011) Prix Jean-Monnet de littérature européenne du département de la Charente
- Rendez-vous nomades (Albin Michel, 2012) « Romancière, biographe, essayiste... elle est tout cela. Parmi ses essais, cependant, une constante : l'exploration de l'idée de Dieu. Elle la poursuit dans son nouveau livre, Rendez-vous nomades, sur un mode plus intime que jamais[25]. »
- Petites scènes capitales (Albin Michel, 2013)[26] Sélection au prix Mauvais genres 2013[27]
- À la table des hommes, Albin Michel, 2015, 264 p.  (ISBN 978-2-2263-2273-9)
- Le vent reprend ses tours (roman), Paris, Albin Michel, coll. « A.M. Rom. Fraç. », 2019, 214 p. (ISBN 978-2-226-44234-5)[28] « La beauté et l'originalité du texte obligent à reprendre du plaisir ou à examiner comment c'est fait. » Bernard Pivot.
- Brèves de solitude, Paris, éditions Albin Michel, 2021, 212 p.  (ISBN 978-2-226-45824-7)
- La puissance des ombres, Paris, éditions Albin Michel, 2022,  (ISBN 978-2-226-47596-1)[29].

### Quelques textes courts
- L'Art du cadrage, article sur J.-B. Pontalis paru dans Approches : J.-B. Pontalis : Le Silence des commencements, Paris (no 160), décembre 2014 (lire en ligne)
- Sag mir wo die Blumen sind, nouvelle inédite, 1983-1984 (« Sylvie Germain », Approches, no 164,‎ décembre 2015 (ISBN 978-29-19630-15-8))
- En écho et miroir à Grimspound et L'Écriture des larmes (« Sylvie Germain », Approches, no 164,‎ décembre 2015 (ISBN 978-29-19630-15-8))

### Livres audio
- Les Personnages (extraits), lu par l'autrice, 45 minutes (CD et numérique), « La Bibliothèque des voix », des femmes-Antoinette Fouque, Paris, 2006.
- Brèves de solitude, lu par l'autrice, 4h31 (CD MP3 et numérique), « La Bibliothèque des voix », des femmes-Antoinette Fouque, Paris, 2021 : Coup de cœur de la parole enregistrée 2021 de l'Académie Charles Cros.

### Préfaces
- Jean-Marc Turine, Gesualdo, Benoît Jacob, 2003
- Denis Trinez, Sur un chemin escarpé : la joie !, Paris, éditions du Cerf, 2019, 139 p. (ISBN 978-2-204-13142-1)
- Erik Poulet-Reney, Fleurs de peau, éditions Rhubarbe, 2019, 70 p.  (ISBN 9782374-750378)